# Volta a Portugal 2025
La 86ª edició de la Volta a Portugal es disputa entre el 6 i el 17 d'agost de 2025 per careteres de Portugal i amb un recorregut de 1581 km. La prova està organitzada per la Federació Portuguesa de Ciclisme i pertany al calendari de la UCI Europa Tour 2025 en categoria 2.1. Es composa d'un pròleg (contrarrellotge individual), 9 etapes en línia i una desena etapa també contrarrellotge.

## Equips participants
A l'edició de 2025 hi participen un total de 15 equips, 2 de categoria UCI ProTeam i 13 de categoria continental.
| ProTeams (2)- Caja Rural-Seguros RGA - Israel-Premier Tech Equips continentals (13)- Anicolor/Tien 21 - Tavfer-Ovos Matinados-Mortágua - Rádio Popular-Paredes-Boavista - GI Group Holding-Simoldes-UDO - Feirense-Beeceler - 2025 Efapel Cy - 2025 Aviludo-Louletano-L - 2025 AP Hotels & Resorts-Tavira-SC Fa - Credibom-LA Alumínios-Marcos Car - Illes Balears Arabay - Atom 6 Bikes-Decca Continental Team - Petrolike - 2025 Project Echelon R |
| |

## Etapes
La Volta a Portugal 2025 es composa de 10 etapes i un pròleg per un recorregut total de 1581 km.
| Etapa     | Data      | Ciutats d'etapa | type                      | Distància (km) | Vencedor de l'etapa  | Líder de la general |
| --------- | --------- | --------------- | ------------------------- | -------------- | -------------------- | ------------------- |
| Pròleg    | 6 de ago  |                 | contrarellotge individual |                | Rafael Reis          |                     |
| 1a etapa  | 7 de ago  |                 | etapa de muntanya         |                | Nicolás Tivani Pérez |                     |
| 2a etapa  | 8 de ago  |                 | etapa accidentada         |                | Pau Martí            |                     |
| 3a etapa  | 9 de ago  |                 | etapa accidentada         |                | Hugo Nunes           |                     |
| 4a etapa  | 10 de ago |                 | etapa de muntanya         |                | Byron Munton         |                     |
| 5a etapa  | 11 de ago |                 | etapa de muntanya         |                |                      |                     |
|           | 12 de ago | Día de descans  | Día de descans            |                |                      |                     |
| 6a etapa  | 13 de ago |                 | etapa accidentada         |                |                      |                     |
| 7a etapa  | 14 de ago |                 | etapa de muntanya         |                |                      |                     |
| 8a etapa  | 15 de ago |                 | etapa accidentada         |                |                      |                     |
| 9a etapa  | 16 de ago |                 | etapa de muntanya         |                |                      |                     |
| 10a etapa | 17 de ago |                 | contrarellotge individual |                |                      |                     |

## Progrés de la cursa

### Pròleg[3]
| \| Classificació de l'etapa \| Classificació de l'etapa \| Classificació de l'etapa \| Classificació de l'etapa \| Classificació de l'etapa \| \| Corredor \| Corredor \| Equip \| Temps \| \| \| ------------------------ \| ------------------------ \| ------------------------------------- \| ------------------------ \| ------------------------ \| \| 1r \| Rafael Reis \| Anicolor/Tien 21 \| 3' 31" \| \| \| 2n \| Iúri Leitão \| Caja Rural-Seguros RGA \| + 3" \| \| \| 3r \| Jens Verbrugghe \| Israel Premier Tech Academy \| + 4" \| \| \| 4t \| Daniel Dias \| Rádio Popular-Paredes-Boavista \| + 7" \| \| \| 5è \| Artiom Nitx \| Anicolor/Tien 21 \| + 7" \| \| \| 6è \| Carlos Salgueiro \| AP Hotels & Resorts-Tavira-SC Farense \| + 7" \| \| \| 7è \| Pau Martí \| Israel Premier Tech Academy \| + 9" \| \| \| 8è \| Brady Gilmore \| Israel Premier Tech Academy \| + 9" \| \| \| 9è \| Tiago Antunes \| Efapel Cycling \| + 10" \| \| \| 10è \| Zac Marriage \| Israel Premier Tech Academy \| + 10" \| \| |                  |                                       |        |
| |                  |                                       |        |
| |                  |                                       |        |
| Classificació de l'etapa |                  |                                       |        |
| Corredor | Corredor         | Equip                                 | Temps  |
| 1r | Rafael Reis      | Anicolor/Tien 21                      | 3' 31" |
| 2n | Iúri Leitão      | Caja Rural-Seguros RGA                | + 3"   |
| 3r | Jens Verbrugghe  | Israel Premier Tech Academy           | + 4"   |
| 4t | Daniel Dias      | Rádio Popular-Paredes-Boavista        | + 7"   |
| 5è | Artiom Nitx      | Anicolor/Tien 21                      | + 7"   |
| 6è | Carlos Salgueiro | AP Hotels & Resorts-Tavira-SC Farense | + 7"   |
| 7è | Pau Martí        | Israel Premier Tech Academy           | + 9"   |
| 8è | Brady Gilmore    | Israel Premier Tech Academy           | + 9"   |
| 9è | Tiago Antunes    | Efapel Cycling                        | + 10"  |
| 10è | Zac Marriage     | Israel Premier Tech Academy           | + 10"  |

| \| Classificació general \| Classificació general \| Classificació general \| Classificació general \| Classificació general \| \| Corredor \| Corredor \| Equip \| Temps \| \| \| --------------------- \| --------------------- \| ------------------------------------- \| --------------------- \| --------------------- \| \| 1r \| Rafael Reis \| Anicolor/Tien 21 \| 3' 31" \| \| \| 2n \| Iúri Leitão \| Caja Rural-Seguros RGA \| + 3" \| \| \| 3r \| Jens Verbrugghe \| Israel Premier Tech Academy \| + 4" \| \| \| 4t \| Daniel Dias \| Rádio Popular-Paredes-Boavista \| + 7" \| \| \| 5è \| Artiom Nitx \| Anicolor/Tien 21 \| + 7" \| \| \| 6è \| Carlos Salgueiro \| AP Hotels & Resorts-Tavira-SC Farense \| + 7" \| \| \| 7è \| Pau Martí \| Israel Premier Tech Academy \| + 9" \| \| \| 8è \| Brady Gilmore \| Israel Premier Tech Academy \| + 9" \| \| \| 9è \| Tiago Antunes \| Efapel Cycling \| + 10" \| \| \| 10è \| Zac Marriage \| Israel Premier Tech Academy \| + 10" \| \| |                  |                                       |        |
| |                  |                                       |        |
| |                  |                                       |        |
| Classificació general |                  |                                       |        |
| Corredor | Corredor         | Equip                                 | Temps  |
| 1r | Rafael Reis      | Anicolor/Tien 21                      | 3' 31" |
| 2n | Iúri Leitão      | Caja Rural-Seguros RGA                | + 3"   |
| 3r | Jens Verbrugghe  | Israel Premier Tech Academy           | + 4"   |
| 4t | Daniel Dias      | Rádio Popular-Paredes-Boavista        | + 7"   |
| 5è | Artiom Nitx      | Anicolor/Tien 21                      | + 7"   |
| 6è | Carlos Salgueiro | AP Hotels & Resorts-Tavira-SC Farense | + 7"   |
| 7è | Pau Martí        | Israel Premier Tech Academy           | + 9"   |
| 8è | Brady Gilmore    | Israel Premier Tech Academy           | + 9"   |
| 9è | Tiago Antunes    | Efapel Cycling                        | + 10"  |
| 10è | Zac Marriage     | Israel Premier Tech Academy           | + 10"  |

### Etapa 1[4]
| \| Classificació de l'etapa \| Classificació de l'etapa \| Classificació de l'etapa \| Classificació de l'etapa \| Classificació de l'etapa \| \| Corredor \| Corredor \| Equip \| Temps \| \| \| ------------------------ \| ------------------------ \| ------------------------------------- \| ------------------------ \| ------------------------ \| \| 1r \| Nicolás Tivani Pérez \| Aviludo-Louletano-Loulé \| 3h 33' 36" \| \| \| 2n \| David Peña \| AP Hotels & Resorts-Tavira-SC Farense \| + 0" \| \| \| 3r \| Brady Gilmore \| Israel Premier Tech Academy \| + 0" \| \| \| 4t \| Artiom Nitx \| Anicolor/Tien 21 \| + 0" \| \| \| 5è \| João Medeiros \| Credibom-LA Alumínios-Marcos Car \| + 0" \| \| \| 6è \| Lucas Lopes \| Rádio Popular-Paredes-Boavista \| + 0" \| \| \| 7è \| Julen Arriola-Bengoa \| Caja Rural-Seguros RGA \| + 0" \| \| \| 8è \| Emanuel Duarte \| Credibom-LA Alumínios-Marcos Car \| + 0" \| \| \| 9è \| Pau Martí \| Israel Premier Tech Academy \| + 0" \| \| \| 10è \| Adrián Bustamante \| GW Shimano \| + 0" \| \| |                      |                                       |            |
| |                      |                                       |            |
| |                      |                                       |            |
| Classificació de l'etapa |                      |                                       |            |
| Corredor | Corredor             | Equip                                 | Temps      |
| 1r | Nicolás Tivani Pérez | Aviludo-Louletano-Loulé               | 3h 33' 36" |
| 2n | David Peña           | AP Hotels & Resorts-Tavira-SC Farense | + 0"       |
| 3r | Brady Gilmore        | Israel Premier Tech Academy           | + 0"       |
| 4t | Artiom Nitx          | Anicolor/Tien 21                      | + 0"       |
| 5è | João Medeiros        | Credibom-LA Alumínios-Marcos Car      | + 0"       |
| 6è | Lucas Lopes          | Rádio Popular-Paredes-Boavista        | + 0"       |
| 7è | Julen Arriola-Bengoa | Caja Rural-Seguros RGA                | + 0"       |
| 8è | Emanuel Duarte       | Credibom-LA Alumínios-Marcos Car      | + 0"       |
| 9è | Pau Martí            | Israel Premier Tech Academy           | + 0"       |
| 10è | Adrián Bustamante    | GW Shimano                            | + 0"       |

| \| Classificació general \| Classificació general \| Classificació general \| Classificació general \| Classificació general \| \| Corredor \| Corredor \| Equip \| Temps \| \| \| --------------------- \| --------------------- \| -------------------------------- \| --------------------- \| --------------------- \| \| 1r \| Rafael Reis \| Anicolor/Tien 21 \| 3h 35' 24" \| \| \| 2n \| Nicolás Tivani Pérez \| Aviludo-Louletano-Loulé \| + 2" \| \| \| 3r \| Brady Gilmore \| Israel Premier Tech Academy \| + 5" \| \| \| 4t \| Artiom Nitx \| Anicolor/Tien 21 \| + 7" \| \| \| 5è \| Pau Martí \| Israel Premier Tech Academy \| + 9" \| \| \| 6è \| Tiago Antunes \| Efapel Cycling \| + 10" \| \| \| 7è \| Byron Munton \| Feirense-Beeceler \| + 10" \| \| \| 8è \| Emanuel Duarte \| Credibom-LA Alumínios-Marcos Car \| + 12" \| \| \| 9è \| Alexis Guérin \| Anicolor/Tien 21 \| + 13" \| \| \| 10è \| Edgar Cadena \| Petrolike \| + 15" \| \| |                      |                                  |            |
| |                      |                                  |            |
| |                      |                                  |            |
| Classificació general |                      |                                  |            |
| Corredor | Corredor             | Equip                            | Temps      |
| 1r | Rafael Reis          | Anicolor/Tien 21                 | 3h 35' 24" |
| 2n | Nicolás Tivani Pérez | Aviludo-Louletano-Loulé          | + 2"       |
| 3r | Brady Gilmore        | Israel Premier Tech Academy      | + 5"       |
| 4t | Artiom Nitx          | Anicolor/Tien 21                 | + 7"       |
| 5è | Pau Martí            | Israel Premier Tech Academy      | + 9"       |
| 6è | Tiago Antunes        | Efapel Cycling                   | + 10"      |
| 7è | Byron Munton         | Feirense-Beeceler                | + 10"      |
| 8è | Emanuel Duarte       | Credibom-LA Alumínios-Marcos Car | + 12"      |
| 9è | Alexis Guérin        | Anicolor/Tien 21                 | + 13"      |
| 10è | Edgar Cadena         | Petrolike                        | + 15"      |

### Etapa 2[5]
| \| Classificació de l'etapa \| Classificació de l'etapa \| Classificació de l'etapa \| Classificació de l'etapa \| Classificació de l'etapa \| \| Corredor \| Corredor \| Equip \| Temps \| \| \| ------------------------ \| ------------------------ \| ------------------------------------- \| ------------------------ \| ------------------------ \| \| 1r \| Pau Martí \| Israel Premier Tech Academy \| 4h 00' 00" \| \| \| 2n \| Artiom Nitx \| Anicolor/Tien 21 \| + 0" \| \| \| 3r \| David Peña \| AP Hotels & Resorts-Tavira-SC Farense \| + 0" \| \| \| 4t \| Edgar Cadena \| Petrolike \| + 2" \| \| \| 5è \| Alexis Guérin \| Anicolor/Tien 21 \| + 2" \| \| \| 6è \| Moritz Kretschy \| Israel Premier Tech Academy \| + 11" \| \| \| 7è \| Francisco Peñuela \| Caja Rural-Seguros RGA \| + 0" \| \| \| 8è \| Tiago Antunes \| Efapel Cycling \| + 0" \| \| \| 9è \| Pedro Silva \| Anicolor/Tien 21 \| + 0" \| \| \| 10è \| Raúl Rota \| Rádio Popular-Paredes-Boavista \| + 0" \| \| |                   |                                       |            |
| |                   |                                       |            |
| |                   |                                       |            |
| Classificació de l'etapa |                   |                                       |            |
| Corredor | Corredor          | Equip                                 | Temps      |
| 1r | Pau Martí         | Israel Premier Tech Academy           | 4h 00' 00" |
| 2n | Artiom Nitx       | Anicolor/Tien 21                      | + 0"       |
| 3r | David Peña        | AP Hotels & Resorts-Tavira-SC Farense | + 0"       |
| 4t | Edgar Cadena      | Petrolike                             | + 2"       |
| 5è | Alexis Guérin     | Anicolor/Tien 21                      | + 2"       |
| 6è | Moritz Kretschy   | Israel Premier Tech Academy           | + 11"      |
| 7è | Francisco Peñuela | Caja Rural-Seguros RGA                | + 0"       |
| 8è | Tiago Antunes     | Efapel Cycling                        | + 0"       |
| 9è | Pedro Silva       | Anicolor/Tien 21                      | + 0"       |
| 10è | Raúl Rota         | Rádio Popular-Paredes-Boavista        | + 0"       |

| \| Classificació general \| Classificació general \| Classificació general \| Classificació general \| Classificació general \| \| Corredor \| Corredor \| Equip \| Temps \| \| \| --------------------- \| --------------------- \| ------------------------------------- \| --------------------- \| --------------------- \| \| 1r \| Pau Martí \| Israel Premier Tech Academy \| 8h 00' 00" \| \| \| 2n \| Artiom Nitx \| Anicolor/Tien 21 \| + 2" \| \| \| 3r \| Rafael Reis \| Anicolor/Tien 21 \| + 15" \| \| \| 4t \| Alexis Guérin \| Anicolor/Tien 21 \| + 15" \| \| \| 5è \| David Peña \| AP Hotels & Resorts-Tavira-SC Farense \| + 16" \| \| \| 6è \| Edgar Cadena \| Petrolike \| + 18" \| \| \| 7è \| Tiago Antunes \| Efapel Cycling \| + 22" \| \| \| 8è \| Byron Munton \| Feirense-Beeceler \| + 25" \| \| \| 9è \| Emanuel Duarte \| Credibom-LA Alumínios-Marcos Car \| + 27" \| \| \| 10è \| Afonso Silva \| AP Hotels & Resorts-Tavira-SC Farense \| + 32" \| \| |                |                                       |            |
| |                |                                       |            |
| |                |                                       |            |
| Classificació general |                |                                       |            |
| Corredor | Corredor       | Equip                                 | Temps      |
| 1r | Pau Martí      | Israel Premier Tech Academy           | 8h 00' 00" |
| 2n | Artiom Nitx    | Anicolor/Tien 21                      | + 2"       |
| 3r | Rafael Reis    | Anicolor/Tien 21                      | + 15"      |
| 4t | Alexis Guérin  | Anicolor/Tien 21                      | + 15"      |
| 5è | David Peña     | AP Hotels & Resorts-Tavira-SC Farense | + 16"      |
| 6è | Edgar Cadena   | Petrolike                             | + 18"      |
| 7è | Tiago Antunes  | Efapel Cycling                        | + 22"      |
| 8è | Byron Munton   | Feirense-Beeceler                     | + 25"      |
| 9è | Emanuel Duarte | Credibom-LA Alumínios-Marcos Car      | + 27"      |
| 10è | Afonso Silva   | AP Hotels & Resorts-Tavira-SC Farense | + 32"      |

### Etapa 3[6]
| \| Classificació de l'etapa \| Classificació de l'etapa \| Classificació de l'etapa \| Classificació de l'etapa \| Classificació de l'etapa \| \| Corredor \| Corredor \| Equip \| Temps \| \| \| ------------------------ \| ------------------------ \| ------------------------------------- \| ------------------------ \| ------------------------ \| \| 1r \| Hugo Nunes \| Rádio Popular-Paredes-Boavista \| 4h 26' 24" \| \| \| 2n \| Caleb Classen \| Project Echelon Racing \| + 0" \| \| \| 3r \| Tiago Leal \| Rádio Popular-Paredes-Boavista \| + 0" \| \| \| 4t \| Iúri Leitão \| Caja Rural-Seguros RGA \| + 0" \| \| \| 5è \| Santiago Mesa \| Efapel Cycling \| + 0" \| \| \| 6è \| Tomás Contte \| Aviludo-Louletano-Loulé \| + 0" \| \| \| 7è \| Francisco Campos \| AP Hotels & Resorts-Tavira-SC Farense \| + 0" \| \| \| 8è \| Francisco Peñuela \| Caja Rural-Seguros RGA \| + 0" \| \| \| 9è \| Pedro Silva \| Anicolor/Tien 21 \| + 0" \| \| \| 10è \| Pau Martí \| Israel Premier Tech Academy \| + 0" \| \| |                   |                                       |            |
| |                   |                                       |            |
| |                   |                                       |            |
| Classificació de l'etapa |                   |                                       |            |
| Corredor | Corredor          | Equip                                 | Temps      |
| 1r | Hugo Nunes        | Rádio Popular-Paredes-Boavista        | 4h 26' 24" |
| 2n | Caleb Classen     | Project Echelon Racing                | + 0"       |
| 3r | Tiago Leal        | Rádio Popular-Paredes-Boavista        | + 0"       |
| 4t | Iúri Leitão       | Caja Rural-Seguros RGA                | + 0"       |
| 5è | Santiago Mesa     | Efapel Cycling                        | + 0"       |
| 6è | Tomás Contte      | Aviludo-Louletano-Loulé               | + 0"       |
| 7è | Francisco Campos  | AP Hotels & Resorts-Tavira-SC Farense | + 0"       |
| 8è | Francisco Peñuela | Caja Rural-Seguros RGA                | + 0"       |
| 9è | Pedro Silva       | Anicolor/Tien 21                      | + 0"       |
| 10è | Pau Martí         | Israel Premier Tech Academy           | + 0"       |

| \| Classificació general \| Classificació general \| Classificació general \| Classificació general \| Classificació general \| \| Corredor \| Corredor \| Equip \| Temps \| \| \| --------------------- \| --------------------- \| ------------------------------------- \| --------------------- \| --------------------- \| \| 1r \| Pau Martí \| Israel Premier Tech Academy \| 12h 26' 24" \| \| \| 2n \| Artiom Nitx \| Anicolor/Tien 21 \| + 2" \| \| \| 3r \| Rafael Reis \| Anicolor/Tien 21 \| + 15" \| \| \| 4t \| Alexis Guérin \| Anicolor/Tien 21 \| + 15" \| \| \| 5è \| David Peña \| AP Hotels & Resorts-Tavira-SC Farense \| + 16" \| \| \| 6è \| Edgar Cadena \| Petrolike \| + 18" \| \| \| 7è \| Tiago Antunes \| Efapel Cycling \| + 22" \| \| \| 8è \| Byron Munton \| Feirense-Beeceler \| + 25" \| \| \| 9è \| Emanuel Duarte \| Credibom-LA Alumínios-Marcos Car \| + 27" \| \| \| 10è \| Afonso Silva \| AP Hotels & Resorts-Tavira-SC Farense \| + 32" \| \| |                |                                       |             |
| |                |                                       |             |
| |                |                                       |             |
| Classificació general |                |                                       |             |
| Corredor | Corredor       | Equip                                 | Temps       |
| 1r | Pau Martí      | Israel Premier Tech Academy           | 12h 26' 24" |
| 2n | Artiom Nitx    | Anicolor/Tien 21                      | + 2"        |
| 3r | Rafael Reis    | Anicolor/Tien 21                      | + 15"       |
| 4t | Alexis Guérin  | Anicolor/Tien 21                      | + 15"       |
| 5è | David Peña     | AP Hotels & Resorts-Tavira-SC Farense | + 16"       |
| 6è | Edgar Cadena   | Petrolike                             | + 18"       |
| 7è | Tiago Antunes  | Efapel Cycling                        | + 22"       |
| 8è | Byron Munton   | Feirense-Beeceler                     | + 25"       |
| 9è | Emanuel Duarte | Credibom-LA Alumínios-Marcos Car      | + 27"       |
| 10è | Afonso Silva   | AP Hotels & Resorts-Tavira-SC Farense | + 32"       |

### Etapa 4[7]
| \| Classificació de l'etapa \| Classificació de l'etapa \| Classificació de l'etapa \| Classificació de l'etapa \| Classificació de l'etapa \| \| Corredor \| Corredor \| Equip \| Temps \| \| \| ------------------------ \| ------------------------ \| ------------------------------------- \| ------------------------ \| ------------------------ \| \| 1r \| Byron Munton \| Feirense-Beeceler \| 4h 14' 24" \| \| \| 2n \| David Peña \| AP Hotels & Resorts-Tavira-SC Farense \| + 9" \| \| \| 3r \| Artiom Nitx \| Anicolor/Tien 21 \| + 9" \| \| \| 4t \| Lucas Lopes \| Rádio Popular-Paredes-Boavista \| + 18" \| \| \| 5è \| Alexis Guérin \| Anicolor/Tien 21 \| + 18" \| \| \| 6è \| Zac Marriage \| Israel Premier Tech Academy \| + 51" \| \| \| 7è \| Tiago Antunes \| Efapel Cycling \| + 1' 00" \| \| \| 8è \| David Dominguez \| Aviludo-Louletano-Loulé \| + 1' 00" \| \| \| 9è \| Edgar Cadena \| Petrolike \| + 1' 04" \| \| \| 10è \| Julen Arriola-Bengoa \| Caja Rural-Seguros RGA \| + 1' 04" \| \| |                      |                                       |            |
| |                      |                                       |            |
| |                      |                                       |            |
| Classificació de l'etapa |                      |                                       |            |
| Corredor | Corredor             | Equip                                 | Temps      |
| 1r | Byron Munton         | Feirense-Beeceler                     | 4h 14' 24" |
| 2n | David Peña           | AP Hotels & Resorts-Tavira-SC Farense | + 9"       |
| 3r | Artiom Nitx          | Anicolor/Tien 21                      | + 9"       |
| 4t | Lucas Lopes          | Rádio Popular-Paredes-Boavista        | + 18"      |
| 5è | Alexis Guérin        | Anicolor/Tien 21                      | + 18"      |
| 6è | Zac Marriage         | Israel Premier Tech Academy           | + 51"      |
| 7è | Tiago Antunes        | Efapel Cycling                        | + 1' 00"   |
| 8è | David Dominguez      | Aviludo-Louletano-Loulé               | + 1' 00"   |
| 9è | Edgar Cadena         | Petrolike                             | + 1' 04"   |
| 10è | Julen Arriola-Bengoa | Caja Rural-Seguros RGA                | + 1' 04"   |

| \| Classificació general \| Classificació general \| Classificació general \| Classificació general \| Classificació general \| \| Corredor \| Corredor \| Equip \| Temps \| \| \| --------------------- \| --------------------- \| ------------------------------------- \| --------------------- \| --------------------- \| \| 1r \| Artiom Nitx \| Anicolor/Tien 21 \| 17h 05' 24" \| \| \| 2n \| Byron Munton \| Feirense-Beeceler \| + 8" \| \| \| 3r \| David Peña \| AP Hotels & Resorts-Tavira-SC Farense \| + 12" \| \| \| 4t \| Lucas Lopes \| Rádio Popular-Paredes-Boavista \| + 43" \| \| \| 5è \| Alexis Guérin \| Anicolor/Tien 21 \| + 46" \| \| \| 6è \| Tiago Antunes \| Efapel Cycling \| + 1' 15" \| \| \| 7è \| Edgar Cadena \| Petrolike \| + 1' 15" \| \| \| 8è \| Zac Marriage \| Israel Premier Tech Academy \| + 1' 23" \| \| \| 9è \| Emanuel Duarte \| Credibom-LA Alumínios-Marcos Car \| + 1' 24" \| \| \| 10è \| Pedro Pinto \| Efapel Cycling \| + 1' 40" \| \| |                |                                       |             |
| |                |                                       |             |
| |                |                                       |             |
| Classificació general |                |                                       |             |
| Corredor | Corredor       | Equip                                 | Temps       |
| 1r | Artiom Nitx    | Anicolor/Tien 21                      | 17h 05' 24" |
| 2n | Byron Munton   | Feirense-Beeceler                     | + 8"        |
| 3r | David Peña     | AP Hotels & Resorts-Tavira-SC Farense | + 12"       |
| 4t | Lucas Lopes    | Rádio Popular-Paredes-Boavista        | + 43"       |
| 5è | Alexis Guérin  | Anicolor/Tien 21                      | + 46"       |
| 6è | Tiago Antunes  | Efapel Cycling                        | + 1' 15"    |
| 7è | Edgar Cadena   | Petrolike                             | + 1' 15"    |
| 8è | Zac Marriage   | Israel Premier Tech Academy           | + 1' 23"    |
| 9è | Emanuel Duarte | Credibom-LA Alumínios-Marcos Car      | + 1' 24"    |
| 10è | Pedro Pinto    | Efapel Cycling                        | + 1' 40"    |

### Etapa 5[8]
| \| Classificació de l'etapa \| Classificació de l'etapa \| Classificació de l'etapa \| Classificació de l'etapa \| Classificació de l'etapa \| \| Corredor \| Corredor \| Equip \| Temps \| \| \| ------------------------ \| ------------------------ \| ------------------------------------- \| ------------------------ \| ------------------------ \| \| 1r \| Brady Gilmore \| Israel Premier Tech Academy \| 3h 22' 12" \| \| \| 2n \| Santiago Mesa \| Efapel Cycling \| + 0" \| \| \| 3r \| Iúri Leitão \| Caja Rural-Seguros RGA \| + 0" \| \| \| 4t \| Nicolás Tivani Pérez \| Aviludo-Louletano-Loulé \| + 0" \| \| \| 5è \| Francisco Campos \| AP Hotels & Resorts-Tavira-SC Farense \| + 0" \| \| \| 6è \| Raúl Rota \| Rádio Popular-Paredes-Boavista \| + 0" \| \| \| 7è \| Diogo Gonçalves \| Feirense-Beeceler \| + 0" \| \| \| 8è \| Edgar Cadena \| Petrolike \| + 0" \| \| \| 9è \| Daniel Dias \| Rádio Popular-Paredes-Boavista \| + 0" \| \| \| 10è \| Tomás Contte \| Aviludo-Louletano-Loulé \| + 0" \| \| |                      |                                       |            |
| |                      |                                       |            |
| |                      |                                       |            |
| Classificació de l'etapa |                      |                                       |            |
| Corredor | Corredor             | Equip                                 | Temps      |
| 1r | Brady Gilmore        | Israel Premier Tech Academy           | 3h 22' 12" |
| 2n | Santiago Mesa        | Efapel Cycling                        | + 0"       |
| 3r | Iúri Leitão          | Caja Rural-Seguros RGA                | + 0"       |
| 4t | Nicolás Tivani Pérez | Aviludo-Louletano-Loulé               | + 0"       |
| 5è | Francisco Campos     | AP Hotels & Resorts-Tavira-SC Farense | + 0"       |
| 6è | Raúl Rota            | Rádio Popular-Paredes-Boavista        | + 0"       |
| 7è | Diogo Gonçalves      | Feirense-Beeceler                     | + 0"       |
| 8è | Edgar Cadena         | Petrolike                             | + 0"       |
| 9è | Daniel Dias          | Rádio Popular-Paredes-Boavista        | + 0"       |
| 10è | Tomás Contte         | Aviludo-Louletano-Loulé               | + 0"       |

| \| Classificació general \| Classificació general \| Classificació general \| Classificació general \| Classificació general \| \| Corredor \| Corredor \| Equip \| Temps \| \| \| --------------------- \| --------------------- \| ------------------------------------- \| --------------------- \| --------------------- \| \| 1r \| Artiom Nitx \| Anicolor/Tien 21 \| 20h 27' 36" \| \| \| 2n \| Byron Munton \| Feirense-Beeceler \| + 8" \| \| \| 3r \| David Peña \| AP Hotels & Resorts-Tavira-SC Farense \| + 12" \| \| \| 4t \| Alexis Guérin \| Anicolor/Tien 21 \| + 26" \| \| \| 5è \| Lucas Lopes \| Rádio Popular-Paredes-Boavista \| + 43" \| \| \| 6è \| Tiago Antunes \| Efapel Cycling \| + 1' 15" \| \| \| 7è \| Edgar Cadena \| Petrolike \| + 1' 15" \| \| \| 8è \| Zac Marriage \| Israel Premier Tech Academy \| + 1' 23" \| \| \| 9è \| Emanuel Duarte \| Credibom-LA Alumínios-Marcos Car \| + 1' 24" \| \| \| 10è \| Pedro Pinto \| Efapel Cycling \| + 1' 40" \| \| |                |                                       |             |
| |                |                                       |             |
| |                |                                       |             |
| Classificació general |                |                                       |             |
| Corredor | Corredor       | Equip                                 | Temps       |
| 1r | Artiom Nitx    | Anicolor/Tien 21                      | 20h 27' 36" |
| 2n | Byron Munton   | Feirense-Beeceler                     | + 8"        |
| 3r | David Peña     | AP Hotels & Resorts-Tavira-SC Farense | + 12"       |
| 4t | Alexis Guérin  | Anicolor/Tien 21                      | + 26"       |
| 5è | Lucas Lopes    | Rádio Popular-Paredes-Boavista        | + 43"       |
| 6è | Tiago Antunes  | Efapel Cycling                        | + 1' 15"    |
| 7è | Edgar Cadena   | Petrolike                             | + 1' 15"    |
| 8è | Zac Marriage   | Israel Premier Tech Academy           | + 1' 23"    |
| 9è | Emanuel Duarte | Credibom-LA Alumínios-Marcos Car      | + 1' 24"    |
| 10è | Pedro Pinto    | Efapel Cycling                        | + 1' 40"    |

### Etapa 6[9]
| \| Classificació de l'etapa \| Classificació de l'etapa \| Classificació de l'etapa \| Classificació de l'etapa \| Classificació de l'etapa \| \| Corredor \| Corredor \| Equip \| Temps \| \| \| ------------------------ \| ------------------------ \| ------------------------ \| ------------------------ \| ------------------------ \| |          |       |       |
| |          |       |       |
| |          |       |       |
| Classificació de l'etapa |          |       |       |
| Corredor | Corredor | Equip | Temps |

| \| Classificació general \| Classificació general \| Classificació general \| Classificació general \| Classificació general \| \| Corredor \| Corredor \| Equip \| Temps \| \| \| --------------------- \| --------------------- \| --------------------- \| --------------------- \| --------------------- \| |          |       |       |
| |          |       |       |
| |          |       |       |
| Classificació general |          |       |       |
| Corredor | Corredor | Equip | Temps |

### Etapa 7[10]
| \| Classificació de l'etapa \| Classificació de l'etapa \| Classificació de l'etapa \| Classificació de l'etapa \| Classificació de l'etapa \| \| Corredor \| Corredor \| Equip \| Temps \| \| \| ------------------------ \| ------------------------ \| ------------------------ \| ------------------------ \| ------------------------ \| |          |       |       |
| |          |       |       |
| |          |       |       |
| Classificació de l'etapa |          |       |       |
| Corredor | Corredor | Equip | Temps |

| \| Classificació general \| Classificació general \| Classificació general \| Classificació general \| Classificació general \| \| Corredor \| Corredor \| Equip \| Temps \| \| \| --------------------- \| --------------------- \| --------------------- \| --------------------- \| --------------------- \| |          |       |       |
| |          |       |       |
| |          |       |       |
| Classificació general |          |       |       |
| Corredor | Corredor | Equip | Temps |

### Etapa 8[11]
| \| Classificació de l'etapa \| Classificació de l'etapa \| Classificació de l'etapa \| Classificació de l'etapa \| Classificació de l'etapa \| \| Corredor \| Corredor \| Equip \| Temps \| \| \| ------------------------ \| ------------------------ \| ------------------------ \| ------------------------ \| ------------------------ \| |          |       |       |
| |          |       |       |
| |          |       |       |
| Classificació de l'etapa |          |       |       |
| Corredor | Corredor | Equip | Temps |

| \| Classificació general \| Classificació general \| Classificació general \| Classificació general \| Classificació general \| \| Corredor \| Corredor \| Equip \| Temps \| \| \| --------------------- \| --------------------- \| --------------------- \| --------------------- \| --------------------- \| |          |       |       |
| |          |       |       |
| |          |       |       |
| Classificació general |          |       |       |
| Corredor | Corredor | Equip | Temps |

### Etapa 9[12]
| \| Classificació de l'etapa \| Classificació de l'etapa \| Classificació de l'etapa \| Classificació de l'etapa \| Classificació de l'etapa \| \| Corredor \| Corredor \| Equip \| Temps \| \| \| ------------------------ \| ------------------------ \| ------------------------ \| ------------------------ \| ------------------------ \| |          |       |       |
| |          |       |       |
| |          |       |       |
| Classificació de l'etapa |          |       |       |
| Corredor | Corredor | Equip | Temps |

| \| Classificació general \| Classificació general \| Classificació general \| Classificació general \| Classificació general \| \| Corredor \| Corredor \| Equip \| Temps \| \| \| --------------------- \| --------------------- \| --------------------- \| --------------------- \| --------------------- \| |          |       |       |
| |          |       |       |
| |          |       |       |
| Classificació general |          |       |       |
| Corredor | Corredor | Equip | Temps |

### Etapa 10[13]
| \| Classificació de l'etapa \| Classificació de l'etapa \| Classificació de l'etapa \| Classificació de l'etapa \| Classificació de l'etapa \| \| Corredor \| Corredor \| Equip \| Temps \| \| \| ------------------------ \| ------------------------ \| ------------------------ \| ------------------------ \| ------------------------ \| |          |       |       |
| |          |       |       |
| |          |       |       |
| Classificació de l'etapa |          |       |       |
| Corredor | Corredor | Equip | Temps |

| \| Classificació general \| Classificació general \| Classificació general \| Classificació general \| Classificació general \| \| Corredor \| Corredor \| Equip \| Temps \| \| \| --------------------- \| --------------------- \| --------------------- \| --------------------- \| --------------------- \| |          |       |       |
| |          |       |       |
| |          |       |       |
| Classificació general |          |       |       |
| Corredor | Corredor | Equip | Temps |

## Classificacions finals

### Classificació general
| \| Classificació general \| Classificació general \| Classificació general \| Classificació general \| Classificació general \| \| Corredor \| Corredor \| Equip \| Temps \| \| \| --------------------- \| --------------------- \| --------------------- \| --------------------- \| --------------------- \| |          |       |       |
| |          |       |       |
| Font: ProCyclingStats |          |       |       |
| Classificació general |          |       |       |
| Corredor | Corredor | Equip | Temps |

| Classificació per punts | Classificació per punts | Classificació per punts | Classificació per punts | Classificació per punts |
| Corredor                | Corredor                | Equip                   | Punts                   |                         |
| ----------------------- | ----------------------- | ----------------------- | ----------------------- | ----------------------- |

| Classificació per punts | Classificació per punts | Classificació per punts | Classificació per punts | Classificació per punts |
| Corredor                | Corredor                | Equip                   | Punts                   |                         |
| ----------------------- | ----------------------- | ----------------------- | ----------------------- | ----------------------- |

| Classificació de la muntanya | Classificació de la muntanya | Classificació de la muntanya | Classificació de la muntanya | Classificació de la muntanya |
| Corredor                     | Corredor                     | Equip                        | Punts                        |                              |
| ---------------------------- | ---------------------------- | ---------------------------- | ---------------------------- | ---------------------------- |

| Classificació de la muntanya | Classificació de la muntanya | Classificació de la muntanya | Classificació de la muntanya | Classificació de la muntanya |
| Corredor                     | Corredor                     | Equip                        | Punts                        |                              |
| ---------------------------- | ---------------------------- | ---------------------------- | ---------------------------- | ---------------------------- |

| Classificació del millor jove | Classificació del millor jove | Classificació del millor jove | Classificació del millor jove | Classificació del millor jove |
| Corredor                      | Corredor                      | Equip                         | Temps                         |                               |
| ----------------------------- | ----------------------------- | ----------------------------- | ----------------------------- | ----------------------------- |

| Classificació del millor jove | Classificació del millor jove | Classificació del millor jove | Classificació del millor jove | Classificació del millor jove |
| Corredor                      | Corredor                      | Equip                         | Temps                         |                               |
| ----------------------------- | ----------------------------- | ----------------------------- | ----------------------------- | ----------------------------- |

| Classificació per equips | Classificació per equips | Classificació per equips | Classificació per equips |
| Equip                    | Equip                    | Temps                    |                          |
| ------------------------ | ------------------------ | ------------------------ | ------------------------ |

| Classificació per equips | Classificació per equips | Classificació per equips | Classificació per equips |
| Equip                    | Equip                    | Temps                    |                          |
| ------------------------ | ------------------------ | ------------------------ | ------------------------ |

## Evolució dels rànquings
| Etapa     |                           | Vencedor _           |
| --------- | ------------------------- | -------------------- |
| Pròleg    | contrarellotge individual | Rafael Reis          |
| 1a etapa  | etapa de muntanya         | Nicolás Tivani Pérez |
| 2a etapa  | etapa accidentada         | Pau Martí            |
| 3a etapa  | etapa accidentada         | Hugo Nunes           |
| 4a etapa  | etapa de muntanya         | Byron Munton         |
| 5a etapa  | etapa de muntanya         |                      |
| 6a etapa  | etapa accidentada         |                      |
| 7a etapa  | etapa de muntanya         |                      |
| 8a etapa  | etapa accidentada         |                      |
| 9a etapa  | etapa de muntanya         |                      |
| 10a etapa | contrarellotge individual |                      |
| Final     |                           |                      |

## Llista de participants
| Anicolor/Tien 21 ATI             | Anicolor/Tien 21 ATI          | Anicolor/Tien 21 ATI |
| -------------------------------- | ----------------------------- | -------------------- |
| Núm                              | Ciclista                      | Pos                  |
| 1                                | Artiom Nitx (RUS)             |                      |
| 2                                | Rubén Fernández Andújar (ESP) |                      |
| 3                                | Fabio Costa (POR)             |                      |
| 4                                | Pedro Silva (POR)             |                      |
| 5                                | Harrison Wood (GBR)           |                      |
| 6                                | Rafael Reis (POR)             |                      |
| 7                                | Alexis Guérin (FRA)           |                      |
| Director esportiu: Rúben Pereira |                               |                      |

| Caja Rural-Seguros RGA CJR        | Caja Rural-Seguros RGA CJR | Caja Rural-Seguros RGA CJR |
| --------------------------------- | -------------------------- | -------------------------- |
| Núm                               | Ciclista                   | Pos                        |
| 11                                | Iúri Leitão (POR)          |                            |
| 12                                | Julen Arriola-Bengoa (ESP) |                            |
| 13                                | Joseba López (ESP)         |                            |
| 14                                | Calum Johnston (GBR)       |                            |
| 15                                | Francisco Peñuela (VEN)    |                            |
| 16                                | Tyler Stites (USA)         |                            |
| 17                                | Alex Díaz Álvarez (ESP)    |                            |
| Director esportiu: Rubén Martínez |                            |                            |

| Israel Premier Tech Academy ICA       | Israel Premier Tech Academy ICA | Israel Premier Tech Academy ICA |
| ------------------------------------- | ------------------------------- | ------------------------------- |
| Núm                                   | Ciclista                        | Pos                             |
| 21                                    | Zac Marriage (AUS)              |                                 |
| 22                                    | Brady Gilmore (AUS)             |                                 |
| 23                                    | Moritz Kretschy (GER)           |                                 |
| 24                                    | Daniel Lima (POR)               |                                 |
| 25                                    | Pau Martí (ESP)                 |                                 |
| 26                                    | Jens Verbrugghe (BEL)           | DNF-4                           |
| 27                                    | Rotem Tene (ISR)                |                                 |
| Director esportiu: Rubén Plaza Molina |                                 |                                 |

| Petrolike PTL                         | Petrolike PTL                 | Petrolike PTL |
| ------------------------------------- | ----------------------------- | ------------- |
| Núm                                   | Ciclista                      | Pos           |
| 31                                    | Jonathan Caicedo Cepeda (ECU) |               |
| 32                                    | Edgar Cadena (MEX)            |               |
| 33                                    | Edinson Callejas (COL)        |               |
| 34                                    | César Leonel Cisneros         | DNF-5         |
| 35                                    | Carlos Alfonso García (MEX)   | DNF-4         |
| 36                                    | Yeferson Camargo (COL)        | DNF-4         |
| 37                                    | Andri Ponomar (UKR)           | DNF-5         |
| Director esportiu: David Plaza Romero |                               |               |

| AP Hotels & Resorts-Tavira-SC Farense ATF | AP Hotels & Resorts-Tavira-SC Farense ATF | AP Hotels & Resorts-Tavira-SC Farense ATF |
| ----------------------------------------- | ----------------------------------------- | ----------------------------------------- |
| Núm                                       | Ciclista                                  | Pos                                       |
| 41                                        | Afonso Silva (POR)                        |                                           |
| 42                                        | Carlos Salgueiro (POR)                    |                                           |
| 43                                        | Diogo Barbosa (POR)                       |                                           |
| 44                                        | Francisco Campos (POR)                    |                                           |
| 45                                        | Ailetz Lasa (ESP)                         |                                           |
| 46                                        | Diogo Pinto (POR)                         |                                           |
| 47                                        | David Peña (COL)                          |                                           |
| Director esportiu: Vidal Fitas            |                                           |                                           |

| Project Echelon Racing PEC       | Project Echelon Racing PEC | Project Echelon Racing PEC |
| -------------------------------- | -------------------------- | -------------------------- |
| Núm                              | Ciclista                   | Pos                        |
| 51                               | Kieran Haug (USA)          |                            |
| 52                               | Richard Arnopol (USA)      |                            |
| 53                               | Samuel Boardman (USA)      |                            |
| 54                               | Cade Bickmore (USA)        |                            |
| 55                               | Caleb Classen (USA)        |                            |
| 56                               | Laurent Gervais (CAN)      |                            |
| Director esportiu: Gordon Fraser |                            |                            |

| Aviludo-Louletano-Loulé AVL      | Aviludo-Louletano-Loulé AVL     | Aviludo-Louletano-Loulé AVL |
| -------------------------------- | ------------------------------- | --------------------------- |
| Núm                              | Ciclista                        | Pos                         |
| 61                               | Nicolás Tivani Pérez (ARG)      |                             |
| 62                               | Tomás Contte (ARG)              |                             |
| 63                               | Jesús del Pino Corrochano (ESP) |                             |
| 64                               | David Dominguez (ESP)           |                             |
| 65                               | Carlos Oyarzún Guiñez (CHI)     |                             |
| 66                               | Cláudio Leal (POR)              |                             |
| 67                               | Jorge Gálvez (ESP)              |                             |
| Director esportiu: Jorge Piedade |                                 |                             |

| Tavfer-Ovos Matinados-Mortágua TAV      | Tavfer-Ovos Matinados-Mortágua TAV | Tavfer-Ovos Matinados-Mortágua TAV |
| --------------------------------------- | ---------------------------------- | ---------------------------------- |
| Núm                                     | Ciclista                           | Pos                                |
| 71                                      | João Matias (POR)                  |                                    |
| 72                                      | Bruno Silva (POR)                  |                                    |
| 73                                      | Leangel Linarez (VEN)              |                                    |
| 74                                      | Francisco Morais (POR)             |                                    |
| 75                                      | Gonçalo Carvalho (POR)             |                                    |
| 76                                      | César Martingil (POR)              |                                    |
| 77                                      | Ángel Sánchez Rebollido (ESP)      |                                    |
| Director esportiu: Gustavo César Veloso |                                    |                                    |

| Atom 6 Bikes-Decca Continental Team A6D | Atom 6 Bikes-Decca Continental Team A6D | Atom 6 Bikes-Decca Continental Team A6D |
| --------------------------------------- | --------------------------------------- | --------------------------------------- |
| Núm                                     | Ciclista                                | Pos                                     |
| 81                                      | Oliver Bleddyn (AUS)                    |                                         |
| 82                                      | Matthew King (GBR)                      | DNF-2                                   |
| 83                                      | Jan Kino (BEL)                          |                                         |
| 84                                      | Angus Miller (AUS)                      |                                         |
| 85                                      | Jeremy Smith                            |                                         |
| 86                                      | Bogdan Zabelinskiy (CYP)                |                                         |
| Director esportiu: Luc Schuddinck       |                                         |                                         |

| Efapel Cycling EFP | Efapel Cycling EFP        | Efapel Cycling EFP |
| ------------------ | ------------------------- | ------------------ |
| Núm                | Ciclista                  | Pos                |
| 91                 | Joaquim Silva (POR)       |                    |
| 92                 | Tiago Antunes (POR)       |                    |
| 93                 | André Carvalho (POR)      |                    |
| 94                 | Alexander Grigoriev (RUS) |                    |
| 95                 | Santiago Mesa (COL)       |                    |
| 96                 | António Ferreira (POR)    |                    |
| 97                 | Pedro Pinto (POR)         |                    |

| Illes Balears Arabay IBA                 | Illes Balears Arabay IBA   | Illes Balears Arabay IBA |
| ---------------------------------------- | -------------------------- | ------------------------ |
| Núm                                      | Ciclista                   | Pos                      |
| 101                                      | Edgar Curto (ESP)          |                          |
| 102                                      | Unai Esparza (ESP)         |                          |
| 103                                      | Ricard Fitó (ESP)          |                          |
| 104                                      | Sebastián Mora Vedri (ESP) |                          |
| 105                                      | Álvaro Sagrado (ESP)       |                          |
| 106                                      | Joan Roca (ESP)            | DNF-5                    |
| 107                                      | Sergio Trueba (ESP)        |                          |
| Director esportiu: Daniel Navarro García |                            |                          |

| Feirense-Beeceler CDF              | Feirense-Beeceler CDF   | Feirense-Beeceler CDF |
| ---------------------------------- | ----------------------- | --------------------- |
| Núm                                | Ciclista                | Pos                   |
| 111                                | António Carvalho (POR)  |                       |
| 112                                | Byron Munton (RSA)      |                       |
| 113                                | Francisco Pereira (POR) |                       |
| 114                                | Diogo Gonçalves (POR)   |                       |
| 115                                | Ivo Pinheiro (POR)      |                       |
| 116                                | Fábio Oliveira (POR)    |                       |
| 117                                | Pedro Andrade (POR)     |                       |
| Director esportiu: Joaquim Andrade |                         |                       |

| Rádio Popular-Paredes-Boavista RPB | Rádio Popular-Paredes-Boavista RPB | Rádio Popular-Paredes-Boavista RPB |
| ---------------------------------- | ---------------------------------- | ---------------------------------- |
| Núm                                | Ciclista                           | Pos                                |
| 121                                | Lucas Lopes (POR)                  |                                    |
| 122                                | Tiago Leal (POR)                   |                                    |
| 123                                | Hélder Gonçalves (POR)             |                                    |
| 124                                | Daniel Dias (POR)                  |                                    |
| 125                                | César Fonte (POR)                  |                                    |
| 126                                | Raúl Rota (ESP)                    |                                    |
| 127                                | Gonçalo Amado (POR)                |                                    |
| Director esportiu: José dos Santos |                                    |                                    |

| GI Group Holding-Simoldes-UDO GSU | GI Group Holding-Simoldes-UDO GSU | GI Group Holding-Simoldes-UDO GSU |
| --------------------------------- | --------------------------------- | --------------------------------- |
| Núm                               | Ciclista                          | Pos                               |
| 131                               | Rui Carvalho (POR)                |                                   |
| 132                               | Gaspar Gonçalves (POR)            |                                   |
| 133                               | André Ribeiro (POR)               | DNF-2                             |
| 134                               | Miquel Valls Alemany (ESP)        |                                   |
| 135                               | Adrián Bustamante (COL)           |                                   |
| 136                               | César David Guavita (COL)         |                                   |
| 137                               | Andrey Braguini (BRA)             |                                   |
| Director esportiu: Manuel Correia |                                   |                                   |

| Credibom-LA Alumínios-Marcos Car LAA | Credibom-LA Alumínios-Marcos Car LAA | Credibom-LA Alumínios-Marcos Car LAA |
| ------------------------------------ | ------------------------------------ | ------------------------------------ |
| Núm                                  | Ciclista                             | Pos                                  |
| 141                                  | Emanuel Duarte (POR)                 |                                      |
| 142                                  | Gonçalo Leaça (POR)                  |                                      |
| 143                                  | João Medeiros (POR)                  |                                      |
| 144                                  | Diogo Narciso (POR)                  |                                      |
| 145                                  | Duarte Domingues (POR)               |                                      |
| 146                                  | Diogo Pinto (POR)                    |                                      |
| 147                                  | Hugo Nunes (POR)                     |                                      |
| Director esportiu: Hernâni Brôco     |                                      |                                      |

| Anicolor/Tien 21 ATI             | Anicolor/Tien 21 ATI          | Anicolor/Tien 21 ATI |
| -------------------------------- | ----------------------------- | -------------------- |
| Núm                              | Ciclista                      | Pos                  |
| 1                                | Artiom Nitx (RUS)             |                      |
| 2                                | Rubén Fernández Andújar (ESP) |                      |
| 3                                | Fabio Costa (POR)             |                      |
| 4                                | Pedro Silva (POR)             |                      |
| 5                                | Harrison Wood (GBR)           |                      |
| 6                                | Rafael Reis (POR)             |                      |
| 7                                | Alexis Guérin (FRA)           |                      |
| Director esportiu: Rúben Pereira |                               |                      |

| Caja Rural-Seguros RGA CJR        | Caja Rural-Seguros RGA CJR | Caja Rural-Seguros RGA CJR |
| --------------------------------- | -------------------------- | -------------------------- |
| Núm                               | Ciclista                   | Pos                        |
| 11                                | Iúri Leitão (POR)          |                            |
| 12                                | Julen Arriola-Bengoa (ESP) |                            |
| 13                                | Joseba López (ESP)         |                            |
| 14                                | Calum Johnston (GBR)       |                            |
| 15                                | Francisco Peñuela (VEN)    |                            |
| 16                                | Tyler Stites (USA)         |                            |
| 17                                | Alex Díaz Álvarez (ESP)    |                            |
| Director esportiu: Rubén Martínez |                            |                            |

| Israel Premier Tech Academy ICA       | Israel Premier Tech Academy ICA | Israel Premier Tech Academy ICA |
| ------------------------------------- | ------------------------------- | ------------------------------- |
| Núm                                   | Ciclista                        | Pos                             |
| 21                                    | Zac Marriage (AUS)              |                                 |
| 22                                    | Brady Gilmore (AUS)             |                                 |
| 23                                    | Moritz Kretschy (GER)           |                                 |
| 24                                    | Daniel Lima (POR)               |                                 |
| 25                                    | Pau Martí (ESP)                 |                                 |
| 26                                    | Jens Verbrugghe (BEL)           | DNF-4                           |
| 27                                    | Rotem Tene (ISR)                |                                 |
| Director esportiu: Rubén Plaza Molina |                                 |                                 |

| Petrolike PTL                         | Petrolike PTL                 | Petrolike PTL |
| ------------------------------------- | ----------------------------- | ------------- |
| Núm                                   | Ciclista                      | Pos           |
| 31                                    | Jonathan Caicedo Cepeda (ECU) |               |
| 32                                    | Edgar Cadena (MEX)            |               |
| 33                                    | Edinson Callejas (COL)        |               |
| 34                                    | César Leonel Cisneros         | DNF-5         |
| 35                                    | Carlos Alfonso García (MEX)   | DNF-4         |
| 36                                    | Yeferson Camargo (COL)        | DNF-4         |
| 37                                    | Andri Ponomar (UKR)           | DNF-5         |
| Director esportiu: David Plaza Romero |                               |               |

| AP Hotels & Resorts-Tavira-SC Farense ATF | AP Hotels & Resorts-Tavira-SC Farense ATF | AP Hotels & Resorts-Tavira-SC Farense ATF |
| ----------------------------------------- | ----------------------------------------- | ----------------------------------------- |
| Núm                                       | Ciclista                                  | Pos                                       |
| 41                                        | Afonso Silva (POR)                        |                                           |
| 42                                        | Carlos Salgueiro (POR)                    |                                           |
| 43                                        | Diogo Barbosa (POR)                       |                                           |
| 44                                        | Francisco Campos (POR)                    |                                           |
| 45                                        | Ailetz Lasa (ESP)                         |                                           |
| 46                                        | Diogo Pinto (POR)                         |                                           |
| 47                                        | David Peña (COL)                          |                                           |
| Director esportiu: Vidal Fitas            |                                           |                                           |

| Project Echelon Racing PEC       | Project Echelon Racing PEC | Project Echelon Racing PEC |
| -------------------------------- | -------------------------- | -------------------------- |
| Núm                              | Ciclista                   | Pos                        |
| 51                               | Kieran Haug (USA)          |                            |
| 52                               | Richard Arnopol (USA)      |                            |
| 53                               | Samuel Boardman (USA)      |                            |
| 54                               | Cade Bickmore (USA)        |                            |
| 55                               | Caleb Classen (USA)        |                            |
| 56                               | Laurent Gervais (CAN)      |                            |
| Director esportiu: Gordon Fraser |                            |                            |

| Aviludo-Louletano-Loulé AVL      | Aviludo-Louletano-Loulé AVL     | Aviludo-Louletano-Loulé AVL |
| -------------------------------- | ------------------------------- | --------------------------- |
| Núm                              | Ciclista                        | Pos                         |
| 61                               | Nicolás Tivani Pérez (ARG)      |                             |
| 62                               | Tomás Contte (ARG)              |                             |
| 63                               | Jesús del Pino Corrochano (ESP) |                             |
| 64                               | David Dominguez (ESP)           |                             |
| 65                               | Carlos Oyarzún Guiñez (CHI)     |                             |
| 66                               | Cláudio Leal (POR)              |                             |
| 67                               | Jorge Gálvez (ESP)              |                             |
| Director esportiu: Jorge Piedade |                                 |                             |

| Tavfer-Ovos Matinados-Mortágua TAV      | Tavfer-Ovos Matinados-Mortágua TAV | Tavfer-Ovos Matinados-Mortágua TAV |
| --------------------------------------- | ---------------------------------- | ---------------------------------- |
| Núm                                     | Ciclista                           | Pos                                |
| 71                                      | João Matias (POR)                  |                                    |
| 72                                      | Bruno Silva (POR)                  |                                    |
| 73                                      | Leangel Linarez (VEN)              |                                    |
| 74                                      | Francisco Morais (POR)             |                                    |
| 75                                      | Gonçalo Carvalho (POR)             |                                    |
| 76                                      | César Martingil (POR)              |                                    |
| 77                                      | Ángel Sánchez Rebollido (ESP)      |                                    |
| Director esportiu: Gustavo César Veloso |                                    |                                    |

| Atom 6 Bikes-Decca Continental Team A6D | Atom 6 Bikes-Decca Continental Team A6D | Atom 6 Bikes-Decca Continental Team A6D |
| --------------------------------------- | --------------------------------------- | --------------------------------------- |
| Núm                                     | Ciclista                                | Pos                                     |
| 81                                      | Oliver Bleddyn (AUS)                    |                                         |
| 82                                      | Matthew King (GBR)                      | DNF-2                                   |
| 83                                      | Jan Kino (BEL)                          |                                         |
| 84                                      | Angus Miller (AUS)                      |                                         |
| 85                                      | Jeremy Smith                            |                                         |
| 86                                      | Bogdan Zabelinskiy (CYP)                |                                         |
| Director esportiu: Luc Schuddinck       |                                         |                                         |

| Efapel Cycling EFP | Efapel Cycling EFP        | Efapel Cycling EFP |
| ------------------ | ------------------------- | ------------------ |
| Núm                | Ciclista                  | Pos                |
| 91                 | Joaquim Silva (POR)       |                    |
| 92                 | Tiago Antunes (POR)       |                    |
| 93                 | André Carvalho (POR)      |                    |
| 94                 | Alexander Grigoriev (RUS) |                    |
| 95                 | Santiago Mesa (COL)       |                    |
| 96                 | António Ferreira (POR)    |                    |
| 97                 | Pedro Pinto (POR)         |                    |

| Illes Balears Arabay IBA                 | Illes Balears Arabay IBA   | Illes Balears Arabay IBA |
| ---------------------------------------- | -------------------------- | ------------------------ |
| Núm                                      | Ciclista                   | Pos                      |
| 101                                      | Edgar Curto (ESP)          |                          |
| 102                                      | Unai Esparza (ESP)         |                          |
| 103                                      | Ricard Fitó (ESP)          |                          |
| 104                                      | Sebastián Mora Vedri (ESP) |                          |
| 105                                      | Álvaro Sagrado (ESP)       |                          |
| 106                                      | Joan Roca (ESP)            | DNF-5                    |
| 107                                      | Sergio Trueba (ESP)        |                          |
| Director esportiu: Daniel Navarro García |                            |                          |

| Feirense-Beeceler CDF              | Feirense-Beeceler CDF   | Feirense-Beeceler CDF |
| ---------------------------------- | ----------------------- | --------------------- |
| Núm                                | Ciclista                | Pos                   |
| 111                                | António Carvalho (POR)  |                       |
| 112                                | Byron Munton (RSA)      |                       |
| 113                                | Francisco Pereira (POR) |                       |
| 114                                | Diogo Gonçalves (POR)   |                       |
| 115                                | Ivo Pinheiro (POR)      |                       |
| 116                                | Fábio Oliveira (POR)    |                       |
| 117                                | Pedro Andrade (POR)     |                       |
| Director esportiu: Joaquim Andrade |                         |                       |

| Rádio Popular-Paredes-Boavista RPB | Rádio Popular-Paredes-Boavista RPB | Rádio Popular-Paredes-Boavista RPB |
| ---------------------------------- | ---------------------------------- | ---------------------------------- |
| Núm                                | Ciclista                           | Pos                                |
| 121                                | Lucas Lopes (POR)                  |                                    |
| 122                                | Tiago Leal (POR)                   |                                    |
| 123                                | Hélder Gonçalves (POR)             |                                    |
| 124                                | Daniel Dias (POR)                  |                                    |
| 125                                | César Fonte (POR)                  |                                    |
| 126                                | Raúl Rota (ESP)                    |                                    |
| 127                                | Gonçalo Amado (POR)                |                                    |
| Director esportiu: José dos Santos |                                    |                                    |

| GI Group Holding-Simoldes-UDO GSU | GI Group Holding-Simoldes-UDO GSU | GI Group Holding-Simoldes-UDO GSU |
| --------------------------------- | --------------------------------- | --------------------------------- |
| Núm                               | Ciclista                          | Pos                               |
| 131                               | Rui Carvalho (POR)                |                                   |
| 132                               | Gaspar Gonçalves (POR)            |                                   |
| 133                               | André Ribeiro (POR)               | DNF-2                             |
| 134                               | Miquel Valls Alemany (ESP)        |                                   |
| 135                               | Adrián Bustamante (COL)           |                                   |
| 136                               | César David Guavita (COL)         |                                   |
| 137                               | Andrey Braguini (BRA)             |                                   |
| Director esportiu: Manuel Correia |                                   |                                   |

| Credibom-LA Alumínios-Marcos Car LAA | Credibom-LA Alumínios-Marcos Car LAA | Credibom-LA Alumínios-Marcos Car LAA |
| ------------------------------------ | ------------------------------------ | ------------------------------------ |
| Núm                                  | Ciclista                             | Pos                                  |
| 141                                  | Emanuel Duarte (POR)                 |                                      |
| 142                                  | Gonçalo Leaça (POR)                  |                                      |
| 143                                  | João Medeiros (POR)                  |                                      |
| 144                                  | Diogo Narciso (POR)                  |                                      |
| 145                                  | Duarte Domingues (POR)               |                                      |
| 146                                  | Diogo Pinto (POR)                    |                                      |
| 147                                  | Hugo Nunes (POR)                     |                                      |
| Director esportiu: Hernâni Brôco     |                                      |                                      |

Convencions:
- AB-N: Abandonament a l'etapa "N"
- FLT-N: Retir per arribada fora de temps a l'etapa "N"
- NTS-N: No va prendre al sortida per a l'etapa "N"
- DES-N: Desqualificat o expulsat a l'etapa "N"